# ビッシュ
ビッシュ（英:Biche）は、日本の競走馬、繁殖牝馬。
新馬戦から2連勝でオープンクラス昇格し、牝馬クラシックに参戦。優駿牝馬（オークス）で3着となり、秋華賞のトライアル競走である紫苑ステークスで重賞初制覇。秋華賞では1番人気の支持を受けたが10着に敗れた。その後、古馬となって6歳まで出走したが勝利することができなかった。馬名の由来は、フランス語で「牝鹿」。

## 経歴

### デビュー前
2013年の当歳セレクトセールにて、スクーデリアによって7980万円で落札された。

### 3歳（2016年）
2月21日、東京競馬場の新馬戦（芝1800m）に横山典弘とともに出走。単勝オッズ7.6倍の5番人気の支持を受けた。出走する16頭中7.8番手で進行、最後の直線で出走メンバー中最速の上がり3ハロン35.3秒で差し切り、後方に5馬身離して勝利を挙げた。
3月26日、中山競馬場の条件戦（芝1800m、500万下）に単勝2番人気で出走し、出走した9頭中後方の6番手から追い上げて差し切り、後続に2分の1馬身離して2勝目を挙げた。
4月24日、優駿牝馬の優先出走権を獲得できるトライアル競走であるフローラステークス（GII）で重賞初出走、単勝オッズ4.5倍の1番人気という支持を受けた。スタートから控えて、17.8番手の最後方で最後の直線に進入。出走メンバー中最速タイの上がり3ハロン、34.6秒の脚で追い上げた。中団8番手から抜け出したチェッキーノが先頭で、それに0.8秒遅れた5着となった。管理する鹿戸雄一調教師は「最後はよく伸びていますが、きょうのような展開では厳しかったね」と振り返った。
5月22日、優駿牝馬（オークス）（GI）に5頭中4頭が抽出される抽選を潜り抜けて、GIに初出走となった。今まで3戦騎乗していた横山典弘からミルコ・デムーロに乗り替わり、単勝オッズ16.0倍の5番人気の支持を受けた。中団7.8番手からレースを進め、最後の直線で5番手から残り300メートルで抜け出して、先頭に立ったエンジェルフェイスを捕らえて先頭に躍り出た。しかし、外から追い込んできたシンハライト、チェッキーノに差し切られて、その2頭の0.1秒離された3着となった。騎乗したデムーロは「勝ったと思ったよ」と回顧し、鹿戸は「直線は思わず力が入った。いい脚を使ったし、状態も良かったから」と振り返った。
9月10日、秋華賞の優先出走権を獲得できるトライアル競走である紫苑ステークス（GIII）に、戸崎圭太に乗り替わって出走。8枠18番の大外枠からの発走で、単勝オッズ3.1倍の1番人気の支持を受けた。スタート直後から後方14番手に位置したが、バックストレッチで馬群の外側からまくり、第3コーナーで6番手。さらに一番外側からまくって最終コーナーを回った頃には2番手に位置。最後の直線に進入したとともに先頭に立つと、伸びて後方を寄せ付けず差を広げた。最終的に後方のヴィブロスを2馬身2分の1離して勝利。通算3勝目で重賞初制覇を記録した。騎乗した戸崎は「追い切りにも乗って、いい馬だと思っていたので、自信を持って乗りました。馬のリズムを大切に、大外枠だったので馬群に入れることはないと思っていました。4コーナーまでリズム良く行けて、手応えも十分でした。」と振り返った。
10月16日、優先出走権を行使して秋華賞に出走。単勝2.5倍の1番人気の支持を受けた。後方10番手で最後の直線に進入し、差し切りを図ったが伸びず10着に終わった。
11月27日、古馬と初顔合わせとなる、ジャパンカップ（GI）に出走。3歳牝馬のため負担重量は53キログラムに設定され、戸崎圭太から幸英明に乗り替わった。単勝11番人気の支持を受けた。スタートから中団9番手に位置、最後の直線で10番手から伸びず、そのまま後退。優勝したキタサンブラックに1.4秒遅れた16着のブービー賞となった。

### 4歳（2017年）- 6歳（2019年）
馬主名義が窪田康志から窪田芳郎に変更され、2017年は3月12日、中山牝馬ステークス（GIII）に出走。戸崎圭太に再び乗り替わり、単勝3番人気の支持であったが、優勝したトーセンビクトリーに0.5秒離された10着に終わった。その後、2017年から2019年にかけて、重賞、降級して1600万下に、5戦出走したが勝利できなかった。
2019年2月28日付けで競走馬登録を抹消。北海道苫小牧市のノーザンファーム空港牧場にて繁殖牝馬となった。

## 競走成績
以下の内容は、netkeiba.comの情報に基づく。
| 競走日     | 競馬場 | 競走名      | 格       | 距離（馬場）  | 頭数 | 枠番 | 馬番 | オッズ（人気） | 着順 | タイム（上がり3F） | 着差 | 騎手       | 斤量 [kg] | 1着馬（2着馬）       |
| ---------- | ------ | ----------- | -------- | ------------- | ---- | ---- | ---- | -------------- | ---- | ------------------ | ---- | ---------- | --------- | -------------------- |
| 2016.02.21 | 東京   | 3歳新馬     |          | 芝1800m（重） | 16   | 6    | 11   | 07.60（5人）   | 01着 | 1:51.7（35.3）     | -0.8 | 横山典弘   | 54        | （エイシンシラユキ） |
| 0000.03.26 | 中山   | 3歳500万下  |          | 芝1800m（良） | 9    | 1    | 1    | 03.20（2人）   | 01着 | 1:48.9（34.8）     | -0.1 | 横山典弘   | 54        | （ヴィガーエッジ）   |
| 0000.04.24 | 東京   | フローラS   | GII      | 芝2000m（良） | 18   | 2    | 3    | 04.50（1人）   | 05着 | 2:00.5（34.6）     | -0.8 | 横山典弘   | 54        | チェッキーノ         |
| 0000.05.22 | 東京   | 優駿牝馬    | GI       | 芝2400m（良） | 18   | 7    | 14   | 16.00（5人）   | 03着 | 2:25.1（34.1）     | -0.1 | M.デムーロ | 55        | シンハライト         |
| 0000.09.10 | 中山   | 紫苑S       | GIII     | 芝2000m（良） | 18   | 8    | 18   | 03.10（1人）   | 01着 | 1:59.7（35.3）     | -0.4 | 戸崎圭太   | 54        | （ヴィブロス）       |
| 0000.10.16 | 京都   | 秋華賞      | GI       | 芝2000m（良） | 18   | 5    | 10   | 02.50（1人）   | 10着 | 1:59.4（34.1）     | -0.8 | 戸崎圭太   | 55        | ヴィブロス           |
| 0000.11.27 | 東京   | ジャパンC   | GI       | 芝2400m（良） | 17   | 1    | 2    | 60.3（11人）   | 16着 | 2:27.2（35.4）     | -1.4 | 幸英明     | 53        | キタサンブラック     |
| 2017.03.12 | 中山   | 中山牝馬S   | GIII     | 芝1800m（良） | 16   | 2    | 3    | 06.00（3人）   | 10着 | 1:49.9（34.4）     | -0.5 | 戸崎圭太   | 55        | トーセンビクトリー   |
| 0000.06.11 | 阪神   | マーメイドS | GIII     | 芝2000m（良） | 12   | 8    | 11   | 06.30（4人）   | 05着 | 1:59.9（35.1）     | -0.4 | 福永祐一   | 55        | マキシマムドパリ     |
| 2018.10.21 | 東京   | 甲斐路S     | 1600万下 | 芝1800m（良） | 8    | 5    | 5    | 07.90（3人）   | 04着 | 1:49.0（32.7）     | -0.2 | 大野拓弥   | 55        | ドミナートゥス       |
| 0000.11.17 | 東京   | ユートピアS | 1600万下 | 芝1600m（良） | 11   | 7    | 9    | 04.20（2人）   | 08着 | 1:33.5（34.2）     | -1.0 | J.モレイラ | 55        | アルーシャ           |
| 0000.12.09 | 中山   | 常総S       | 1600万下 | 芝1800m（良） | 12   | 5    | 6    | 04.80（2人）   | 05着 | 1:48.7（35.0）     | -0.2 | 大野拓弥   | 55        | ウインファビラス     |
| 2019.02.17 | 東京   | アメジストS | 1600万下 | 芝2000m（良） | 11   | 5    | 5    | 16.00（7人）   | 08着 | 1:59.5（34.6）     | -1.2 | 戸崎圭太   | 55        | ロシュフォール       |

## 繁殖成績
|       | 馬名           | 生年   | 性 | 毛色 | 父                 | 馬主     | 厩舎           | 戦績           |
| ----- | -------------- | ------ | -- | ---- | ------------------ | -------- | -------------- | -------------- |
| 初仔  | エンデミズム   | 2020年 | 牡 | 鹿毛 | ロードカナロア     | 窪田芳郎 | 美浦・鹿戸雄一 | 8戦3勝（現役） |
| 2番仔 | ジワタネホ     | 2023年 | 牝 | 鹿毛 | サートゥルナーリア |          |                | （デビュー前） |
| 3番仔 | ビッシュの2024 | 2024年 | 牡 | 鹿毛 | レイデオロ         |          |                |                |

- 2025年4月11日現在

## 血統表
| ビッシュの血統                       | ビッシュの血統                                           | ビッシュの血統                     | （血統表の出典）                   | （血統表の出典） |
| 父系                                 | サンデーサイレンス系（ヘイロー系）                       | サンデーサイレンス系（ヘイロー系） | サンデーサイレンス系（ヘイロー系） |                  |
| 父 ディープインパクト 2002年 鹿毛    | 父の父*サンデーサイレンス Sunday Silence 1986年 青鹿毛   | Halo                               | Hail to Reason                     | Hail to Reason   |
| 父 ディープインパクト 2002年 鹿毛    | 父の父*サンデーサイレンス Sunday Silence 1986年 青鹿毛   | Halo                               | Cosmah                             |                  |
| 父 ディープインパクト 2002年 鹿毛    | 父の父*サンデーサイレンス Sunday Silence 1986年 青鹿毛   | Wishing Well                       | Understanding                      | Understanding    |
| 父 ディープインパクト 2002年 鹿毛    | 父の父*サンデーサイレンス Sunday Silence 1986年 青鹿毛   | Wishing Well                       | Mountain Flower                    |                  |
| 父 ディープインパクト 2002年 鹿毛    | 父の母*ウインドインハーヘア Wind in Her Hair 1991年 鹿毛 | Alzao                              | Lyphard                            | Lyphard          |
| 父 ディープインパクト 2002年 鹿毛    | 父の母*ウインドインハーヘア Wind in Her Hair 1991年 鹿毛 | Alzao                              | Lady Rebecca                       |                  |
| 父 ディープインパクト 2002年 鹿毛    | 父の母*ウインドインハーヘア Wind in Her Hair 1991年 鹿毛 | Burghclere                         | Busted                             | Busted           |
| 父 ディープインパクト 2002年 鹿毛    | 父の母*ウインドインハーヘア Wind in Her Hair 1991年 鹿毛 | Burghclere                         | Highclere                          |                  |
| 母 バランセラ Barancella 2001年 栗毛 | 母の父Acatenango 1982年 栗毛                             | Surumu                             | Literat                            | Literat          |
| 母 バランセラ Barancella 2001年 栗毛 | 母の父Acatenango 1982年 栗毛                             | Surumu                             | Surama                             |                  |
| 母 バランセラ Barancella 2001年 栗毛 | 母の父Acatenango 1982年 栗毛                             | Aggravate                          | Aggressor                          | Aggressor        |
| 母 バランセラ Barancella 2001年 栗毛 | 母の父Acatenango 1982年 栗毛                             | Aggravate                          | Raven Locks                        |                  |
| 母 バランセラ Barancella 2001年 栗毛 | 母の母Baranciaga 1991年 鹿毛                             | Bering                             | Arctic Tern                        | Arctic Tern      |
| 母 バランセラ Barancella 2001年 栗毛 | 母の母Baranciaga 1991年 鹿毛                             | Bering                             | Beaune                             |                  |
| 母 バランセラ Barancella 2001年 栗毛 | 母の母Baranciaga 1991年 鹿毛                             | Maxencia                           | Tennyson                           | Tennyson         |
| 母 バランセラ Barancella 2001年 栗毛 | 母の母Baranciaga 1991年 鹿毛                             | Maxencia                           | Matuschka                          |                  |
| 出典                                 | 1.                                                       | 1.                                 | 1.                                 | 1.               |

- 甥にワンダフルタウン（2020年京都2歳ステークス、2021年青葉賞）、ライトウォーリア（2024年川崎記念ほか）。